# Henryk Berlewi

Praca artysty

Henryk Berlewi (ur. 20 października 1894 w Warszawie, zm. 2 sierpnia 1967 w Paryżu) – polski malarz, grafik, typograf oraz teoretyk i krytyk sztuki. Członek ugrupowania Blok, Syndicat de la Presse Artistique Française oraz Association Internationale des Critiques d’Art (AICA). Syn malarki Hel Enri (Helena Berlewi).

## Życiorys
Syn Izraela i Heleny ze Szrajberów. Studiował w warszawskiej Szkole Sztuk Pięknych (1904–1909), w Akademii Sztuk Pięknych w Antwerpii (1909–1910) i w paryskiej École des Beaux-Arts i École des Arts Décoratifs (1911–1912). W 1913 roku wrócił do Polski i rozpoczął trzyletnie studia w warszawskiej Szkole Rysunkowej pod kierunkiem Jana Kauzika.
W jego twórczości malarskiej i graficznej z lat 1918–1922 dominują motywy wywodzące się z kultury żydowskiej. Był znaną postacią w żydowskich kręgach artystycznych, literackich i teatralnych: związany był z Wilner Trupe, był czołowym twórcą grupy artystycznej Chaliastre, wykonywał projekty i prace graficzne do wydawanego w Warszawie i Berlinie żydowskiego czasopisma „Albatros”. Tworzył w duchu ekspresjonizmu, eksperymentował na polu grafiki i typografii.
Rok 1921 stanowił przełom w twórczości Berlewiego: zwrócił się ku sztuce czystej, w stronę konstruktywizmu i suprematyzmu. Przeniósł się do Berlina, gdzie poznał El Lissitzkiego i zetknął się z Theo van Doesburgiem, Ludwigiem Miesem van der Rohe, László Moholy-Nagy. Tam sformułował zasadę mechanofaktury, ogłoszoną w Polsce w 1924 r.
Był czołowym przedstawicielem awangardowej abstrakcji geometrycznej w Polsce, członkiem grupy „Blok”. Ważniejsze dzieła: Mechanofaktura biało-czerwono-czarna, 1924 (Muzeum Sztuki w Łodzi), Kompozycja mechanofakturowa (Muzeum Narodowe w Warszawie).
W 1926 r. powrócił do sztuki przedstawiającej, a w 1928 r. zamieszkał na stałe w Paryżu. Po 1957 r., pod wpływem wystawy „Prekursorzy Sztuki Abstrakcyjnej w Polsce” odbywającej się w Paryżu, powrócił do abstrakcji, prowadził działalność na rzecz uznania mechanofaktury za prekursorską wobec pop artu.
W Elblągu można oglądać kompozycję przestrzenną, która powstała w trakcie II Biennale Form Przestrzennych w 1967 roku. Jest to kameralna forma, wykonana już po śmierci Berlewiego, nawiązująca do jednej z prac artysty.